# Prepar3D
Prepar3D（英語の prepared と同一の発音をする）はロッキード・マーティンが開発するフライトシミュレーションソフトウェアである。

## 概要
Prepar3DはMicrosoft ESPをベースとしたMicrosoft Flight Simulatorの後継である。ライセンスは「プロフェッショナル」「アカデミック」「プロフェッショナル・プラス」「デベロッパー」の4種類がある。Microsoft Flight Simulatorと異なり、エンターテイメントソフトウェアではないとされている。

## 歴史
2009年、ロッキード・マーティンは、マイクロソフトフライトシミュレータの開発を担当したエース・スタジオ、Microsoft ESP（商用FSX SP2のライセンス）のライセンスとすべてのソースコードを取得することで、緊縮政策下のMicrosoftと締結した。
これに基づいて、最初のバージョンPrepar3D V1.0が 2010年にリリースされた。

## バージョン

### Prepar3D V1
最初のバージョンは、Microsoft Flight Simulator X（Service Pack 2）とほぼ同じであり、FSXのほとんどの拡張機能と下位互換性がある。
Flight Simulator のアドオンを製作するメーカーと共同作業を行った。たとえば、JustFlightのLockheed ConstellationがPrepar3Dの基本バージョンに含まれた。
FSXと比較した新機能の中には、例えば、潜水艦での水中でのシミュレーションの実行を可能にするBathymetryがある。
このソフトウェアは当初、499.95ドルで利用可能だった。バージョン1.3は、様々なライセンスバージョンで異なる価格で利用でる（学生向けの49.99ドル、プロフェッショナル向けの199.99ドル、開発者ライセンスの月額9.99ドル）

### Prepar3D V2
2013年秋、Prepar3D V2がリリースされた。主な改善点は、DirectX 11 APIのサポート、マルチコアプロセッサ使用の増加、テッセレーション、ダイナミックシャドー、HDR、ボリュームフォグなどのグラフィカルな拡張機能だった。 さらに、Flight Simulatorからの飛行特性を拡張するため、追加のインターフェイスが作成された。 既に入手可能なアカデミック、プロフェッショナルおよびデベロッパーのライセンスに加え、後者の2つは、基本的な機能に加えて、兵器システムのシミュレーションも含む、軍用組織向けのいわゆるプラスライセンスが補完された。
最初のアップデートV2.1は2014年2月にリリースされ、主にバグ修正とユーザーリクエストがソフトウェアに含まれた。 ソフトウェアはDirectX 10グラフィックスカードと下位互換性があるようになった。
2014年4月にV2.2が登場し、さまざまなバグ修正と雲の影やOculus Riftのサポートがもたらされた。
バージョン2.3は2014年8月11日にリリースされた。 今回の改善点は、多数のバグ修正とパフォーマンスの改善だった。 さらに、GPUレンダリングされたプロセスを拡張することによってプレゼンテーションが改善された。 2014年9月29日にバグフィックスしたバージョン2.4がリリースされた。
バージョン2はスタンドアロン製品として販売されているため、Prep3D V1からのアップグレードとしては利用できない。

### Prepar3D V3
2015年9月30日に3番目のバージョンがリリースされた。以前のリリースの多数のバグや問題がV3で修正された。とりわけ、内部アドレスの管理を改善することによって、仮想アドレス空間と関連するメモリ不足のクラッシュ（消耗したメモリアドレス空間を介してクラッシュ）の問題は大幅に改善された。そのため、不要になったテクスチャやオブジェクトは、仮想メモリからもっと速く削除されるようになった。バグの修正は、マルチGPU使用、一般的なグラフ作成、シミュレーションの分野でも行われている。他のリビジョンには、ユーザーインターフェイス、SimDirectorの機能、およびSDK / SimConnect環境が含まれていた。新しく利用可能なのは、ユーザがシミュレーションで仮想人物として移動できるアバターである。
V2 V3はスタンドアロン製品であり、アップグレードとしては利用できないため、使用している開発者ライセンスのみを書き換えることができる。 ライセンスモデルはV2と同じである。

### Prepar3D V4
バージョン4は、2017年5月23日に発表され、5月30日にリリースされた。 最も基本的な技術革新は64ビットアーキテクチャへの対応である。これは、特に重いアドオンを使用する場合、枯渇した仮想アドレス空間のために以前のバージョンで頻繁に発生するプログラムのクラッシュを排除する。 加えて、雪と雨、ダイナミックな照明、およびSDKの改訂版に対する新しい3D効果が発表された。

### Prepar3D V5
2020年4月にリリースされたバージョン5は、新しくDirectX12レンダリングエンジンを使用しパフォーマンスやグラフィックの改善、空港の傾斜再現、trueSKYによるリアルな雲や空、大気。また飛行中にマップを利用できる。
V5.1からはEnhanced Atmosphericsが正式版になり、デフォルトで使用できるようになっている。

### バージョン履歴
| タイトル    | バージョン | リリース日 | タイトル    | バージョン | リリース日 |
| ----------- | ---------- | ---------- | ----------- | ---------- | ---------- |
| Prepar3D    | 1.0        | 2010年11月 | Prepar3D V4 | 4.0        | 2017年5月  |
| Prepar3D    | 1.1        | 2011年4月  | Prepar3D V4 | 4.1        | 2017年10月 |
| Prepar3D    | 1.2        | 2011年9月  | Prepar3D V4 | 4.2        | 2018年2月  |
| Prepar3D    | 1.3        | 2012年3月  | Prepar3D V4 | 4.3        | 2018年6月  |
| Prepar3D    | 1.4        | 2012年8月  | Prepar3D V4 | 4.4        | 2018年11月 |
| Prepar3D V2 | 2.0        | 2013年11月 | Prepar3D V4 | 4.5        | 2019年4月  |
| Prepar3D V2 | 2.1        | 2014年2月  | Prepar3D V5 | 5.0        | 2020年4月  |
| Prepar3D V2 | 2.2        | 2014年4月  | Prepar3D V5 | 5.1        | 2020年10月 |
| Prepar3D V2 | 2.3        | 2014年8月  | Prepar3D V5 | 5.2        | 2021年6月  |
| Prepar3D V2 | 2.4        | 201 4年9月 | Prepar3D V5 | 5.3        | 2021年12月 |
| Prepar3D V2 | 2.5        | 2015年2月  |             |            |            |
| Prepar3D V3 | 3.0        | 2015年9月  |             |            |            |
| Prepar3D V3 | 3.1        | 2015年12月 |             |            |            |
| Prepar3D V3 | 3.2        | 2016年3月  |             |            |            |
| Prepar3D V3 | 3.3        | 2016年6月  |             |            |            |
| Prepar3D V3 | 3.4        | 2016年9月  |             |            |            |

## システム要件
次のシステム要件はPrepar3D V4の2017年5月からのものである。
|                          | 最小                                                                                            | 推奨                                                                                            |
| ------------------------ | ----------------------------------------------------------------------------------------------- | ----------------------------------------------------------------------------------------------- |
| オペレーティングシステム | Microsoft Windows 7 SP1 (64ビット) N-Editionen は Media Feature Pack が必要                     | Microsoft Windows 10 (64ビット)                                                                 |
| プロセッサ               | 2.2 GHz                                                                                         | クアッドコア 3.5 GHz 以上                                                                       |
| メインメモリ             | 4 GB                                                                                            | 2666 MHz 以上の 16 GB DDR4                                                                      |
| ディスク容量             | 40 GB (SDKの場合は 3 GB 追加) SSD の使用を強く推奨                                              | 40 GB (SDKの場合は 3 GB 追加) SSD の使用を強く推奨                                              |
| グラフィックスメモリ     | 2 GB                                                                                            | 8 GB 以上                                                                                       |
| グラフィックスカード     | DirectX 11の完全サポート                                                                        | DirectX 11の完全サポート                                                                        |
| 画面の解像度             | 1024×768以上                                                                                    | 1024×768以上                                                                                    |
| その他                   | 管理者権限 (インストール用) MicrosoftコアXMLサービス (MSXML) 6.0 Microsoft .NET Framework 4.6.2 | 管理者権限 (インストール用) MicrosoftコアXMLサービス (MSXML) 6.0 Microsoft .NET Framework 4.6.2 |

## 拡張機能
多くのFSXアドオンはPrepar3DV2およびV3と互換性があったが、FS2004互換（旧式）の方法に従って行われたものについては対応していなかった。Prepar3Dのリリース直後、一部のベンダーは、Prepar3Dでの使用やバグの修正のために自社製品の無料または有料のアップデートをリリースした。その一方で、Prepar3DでFSX製品を使用することを許可していないアドオンメーカーも存在し、そうしたメーカーなどでは、Prepar3Dでの使用を防止する為のプログラムの技術的セキュリティ手段が用いられている。